# William Beauchamp, 1. Baron Bergavenny

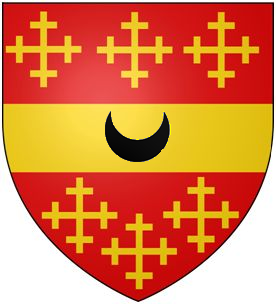
Wappen des William Beauchamp, 1. Baron Bergavenny

William Beauchamp, 1. Baron Bergavenny (* zwischen 1330 und 1340; † 8. Mai 1411) war ein englischer Adliger.
Er war ein jüngerer Sohn des Thomas de Beauchamp, 11. Earl of Warwick aus dessen Ehe mit Katherine Mortimer.
1376 nahm ihn König Eduard III. als Knight Companion in den Hosenbandorden auf. 1383 war er Captain der Stadtfestung Calais.
Beim kinderlosen Tod seines Verwandten mütterlicherseits, John Hastings, 3. Earl of Pembroke, erhielt er 1389 aus dessen Nachlass die Honour und Lordship von Abergavenny in Monmouthshire, einschließlich von Abergavenny Castle. 1392 wurde er durch Writ of Summons von König Richard II. ins Parlament berufen und dadurch zum erblichen Baron Bergavenny erhoben. 1399 hatte er die Ämter des Justiciars von South Wales und des Gouverneurs von Pembroke inne. Anlässlich der Bedrohung durch die Rebellion von Owain Glyndŵr ließ er um 1400 Abergavenny Castle mit einem neuen Torhaus verstärken.
Gemäß seinem Testament, sollte er im Dominikanerkloster in Hereford bestattet werden.
Aus seiner Ehe mit Lady Joan FitzAlan (1375–1435), Tochter des Richard FitzAlan, 11. Earl of Arundel, hinterließ er zwei Kinder:
- Elizabeth Beauchamp († 1430) ⚭ James Butler, 4. Earl of Ormonde;
- Richard Beauchamp, 1. Earl of Worcester, 2. Baron Bergavenny (um 1397–1422).